# Немкин, Антон Игоревич
Антон Игоревич Немкин (род. 22 августа 1983, Майкоп, Адыгея, РСФСР, СССР) — российский бизнесмен и политический деятель, автогонщик, депутат Государственной думы VIII созыва от партии «Единая Россия» (с 2021 года). Член комитета Государственной Думы по информационной политике, информационным технологиям и связи. Создатель мессенджера «Серафим».

## Биография
Антон Немкин родился 22 августа 1983 в Майкопе, в семье офицера. В 2006 году окончил Академию ФСБ по специальности «Вычислительные машины, комплексы, системы и сети», до 2014 года служил в ФСБ.
В 2016 году основал бизнес по разработке мобильного контента, создал корпоративный мессенджер «Серафим». В 2019 году стал председателем совета созданного им фонда «Цифровая долина Сочи». В 2020 году стал инвестором российского космического стартапа «Success Rockets», который спустя год вошёл в список самых успешных отечественных стартапов с оценкой в 53,2 млн долларов.
Немкин был пилотом российских автогонок серии Mitjet 2L в 2017—2018 годах. Создал гоночную команду Motor Sharks. С 2018 года ежегодно участвует в гонке Akhmat Race на автодроме «Крепость Грозная», трижды занимал второе место. В 2019 перешёл в Российскую серию кольцевых гонок, где провёл сезоны 2019 и 2020 годов. Несколько раз становился победителем заездов в рамках розыгрыша «Трофея СМП РСКГ», который получают гонщики-любители («джентльмен-драйверы») в рамках общего зачёта класса «Туринг». По итогам сезона РСКГ 2022 года стал обладателем Кубка РАФ по кольцевым автогонкам в классе GT4.
Весной 2021 года Немкин победил в праймериз «Единой России», позже был выдвинут в Госдуму РФ по федеральному округу на территории Пермского края. В ходе предвыборной кампании был назван одним из десяти «самых богатых кандидатов в депутаты» ГД с годовым доходом 569 миллионов рублей. 30 сентября 2021 года получил мандат депутата Госдумы по региональной группе № 12, прежде предназначавшийся лидеру региональной группы Дмитрию Махонину (тот от мандата отказался). В мае 2022 года Антон Немкин был назначен федеральным координатором партийного проекта «Единой России» «Цифровая Россия».

## Международные санкции
Из-за поддержки российской агрессии и нарушения территориальной целостности Украины во время российско-украинской войны находится под персональными международными санкциями разных стран.
23 февраля 2022 года внесён в санкционные списки 27 стран Евросоюза за действия и политику, которые подрывают территориальную целостность, суверенитет и независимость Украины и ещё больше дестабилизируют Украину.
24 февраля 2022 года включён в санкционный список Канады «близких соратников режима» за голосование о признании независимости «так называемых республик в Донецке и Луганске».
24 марта 2022 года, на фоне вторжения России на Украину, включён в санкционный список США за «соучастие в войне Путина» и «поддержку усилий Кремля по вторжению в Украину», Госдеп США заявил что депутаты Госдумы используют свои полномочия для преследования инакомыслящих и политических оппонентов, нарушают свободу информации, ограничивают права человека и основные свободы граждан России.
По аналогичным основаниям, с 11 марта 2022 года находится под санкциями Великобритании. С 25 февраля 2022 года находится под санкциями Швейцарии. С 26 февраля 2022 года находится под санкциями Австралии. С 12 апреля 2022 года находится под санкциями Японии. Указом президента Украины Владимира Зеленского от 7 сентября 2022 находится под санкциями Украины. С 3 мая 2022 года находится под санкциями Новой Зеландии.